# 白名單
白名单是一种机制和許可列表，納入白名單的实体被賦予一定的特权、服务許可和權限。白名單以外的實體則不擁有權限。許多信息技術領域（例如電子郵件篩檢等）都會用到白名單機制。